# Großer Flughund

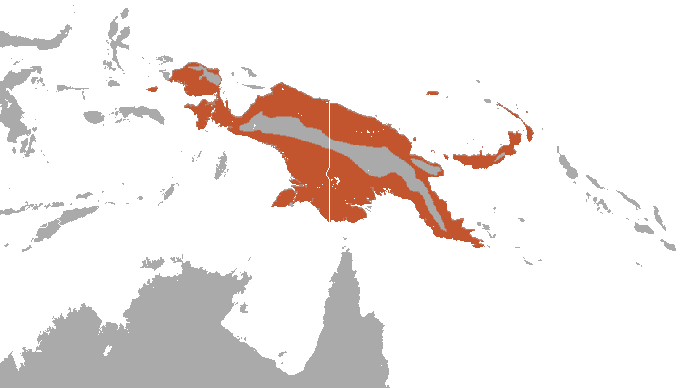
Verbreitungsgebiet des Großen Flughundes

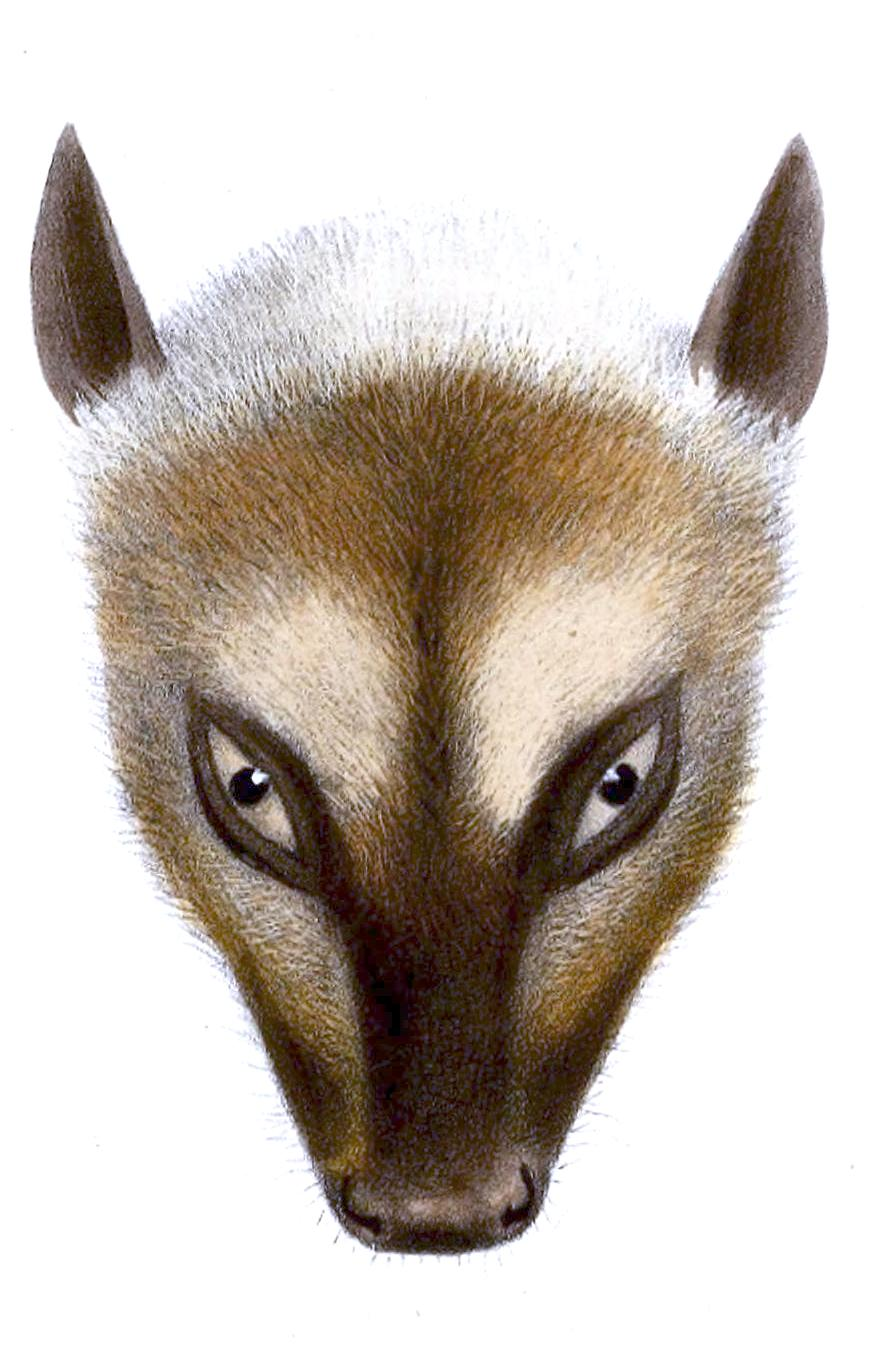
Detailzeichnung des Kopfes

Der Große Flughund (Pteropus neohibernicus) ist ein auf Neuguinea und nahegelegenen Inseln verbreitetes Fledertier in der Familie der Flughunde. Je nach Abhandlung wird er als einziger Vertreter einer eigenen Artengruppe oder in die griseus-Gruppe eingeordnet. Das Typusexemplar stammt von Neuirland.

## Merkmale
Wie der Name andeutet, ist die schwanzlose Art mit einer Körperlänge von 234 bis 370 mm, einem Gewicht von 1,0 bis 1,5 kg und mit 165 bis 224 mm langen Unterarmen der größte Vertreter der Gattung Pteropus. Dieser Flughund hat 45 bis 78 mm lang Hinterfüße und 20 bis 31 mm lange Ohren. Das kurze Fell hat hauptsächlich eine goldbraune Färbung. Typisch für den Kopf ist eine längliche Schnauze mit schwarzen Nasenöffnungen, große Augen mit brauner Iris und einem Haarkranz, eine hellere gelbbraune Stirn sowie dunkle zugespitzte Ohren. Der Große Flughund hat auf dem Rücken wenig Haare und das Hinterteil kann schwarzbraune oder rotbraune Tönungen aufweisen. Um die Schultern ist ein Mantel mit längeren rotbraunen Haaren vorhanden. Es kommen schwarze Flughäute mit einer schmalen Schwanzflughaut und schwarze Bereiche um die Geschlechtsteile vor. Im Gebiss befinden sich lange Eckzähne und breite Backenzähne mit flachen Höckern und einer rotbraunen Tönung.

## Verbreitung
Dieser Flughund fehlt auf Neuguinea nur in hohen Berglagen über 1400 Meter Höhe. Er erreicht den Bismarck-Archipel und im Westen die Inseln Misool und Gebe. Ein Fund ist von Thursday Island im nördlichen Australien bekannt. Das Habitat variiert zwischen Regenwäldern, halbtrockenen Wäldern, Mangroven, Sümpfen, Savannen, Plantagen und Gärten.

## Lebensweise
Der Große Flughund ruht in den Kronen der Bäume und bildet große Kolonien mit hunderten oder tausenden Mitgliedern. Manchmal treten gemischte Gruppen mit dem Schwarzen Flughund auf. Die Nahrungssuche erfolgt vorwiegend in der Nacht und gelegentlich am Tage. Bei einer Studie von 2010 entfernten sich die Exemplare 31 bis 73 km vom Versteck. Längere Wanderungen können Strecken von 255 bis 960 km erreichen. Die Nahrung besteht aus Blüten, Nektar und Früchten. Oft werden Feigen, die Früchte der Myrobalanen oder der Gattung Calophyllum sowie Nektar von Eukalypten, Kokospalmen und der Gattung Trema (Hanfgewächse) verzehrt. Pro Wurf kommt ein Neugeborenes vor. Auf Neubritannien trugen Weibchen im Dezember ihre Nachkommen und im Juli wurden etwa zur Hälfte entwickelte Jungtiere gefunden.

## Gefährdung
Vor allem auf kleineren Inseln stellen Waldrodungen und die Umwandlung der Wälder in Plantagen eine Bedrohung dar. Die Bestände nahmen gebietsweise drastisch ab. Der Große Flughund wird in Teilen des Verbreitungsgebiets als Fleischlieferant oder als Schädling in Obstgärten gejagt. Der Gesamtbestand wird als stabil eingeschätzt. Die IUCN listet die Art als nicht gefährdet (least concern).